# Doveton Sturdee
Frederick Charles Doveton Sturdee, 1er baronnet, né à Charlton (Kent) le 9 juin 1859 et mort à Camberley le 7 mai 1925, est un officier de marine britannique.

## Biographie
Issu d'une famille de marins britanniques, éduqué à la Royal Naval School de New Cross, il entre dans la Royal Navy en juillet 1871, comme cadet sur le Britannia, à l'âge de 12 ans. Au bout de deux ans il est midshipman et sert dans le Chanel Squadron et la East Indies station. En juin 1878, il est promu sous-lieutenant et après deux ans à l'école d'artillerie Excellent à Portsmouth, il obtient son grade de lieutenant et part pour la Mediterranean Fleet. Il participe alors au bombardement d'Alexandrie en 1882 où il est décoré de la Gold medal et de la Bronze Star.
Il effectue un stage à l'école des torpilleurs HMS Vernon (Portsmouth) et sert alors comme officier torpilleur sur le Bellerophon pendant trois ans et revient à l'école HMS Vernon comme enseignant. En juin 1893, il est promu Commander et est muté à l'Amirauté comme spécialiste des torpilles. À la fin 1897, il est envoyé en Australie, où il doit en 1899, gérer les tensions entre l'Allemagne et les États-Unis, au sujet des îles Samoa, ce qui lui vaut sa promotion au grade de captain. Il revient alors à l'amirauté comme assistant du directeur de l'intelligence navale, puis en 1902 il est nommé chef d'état-major de la Mediterranean Fleet. En 1906, il prend le commandement du HMS New Zealand, qu'il quitte en 1910, à sa promotion comme contre-amiral, à la tête du First Battle Squadron de la Home Fleet. Il dirige l'année suivante le comité sous-marin de l'Amirauté, puis en 1912, il prend le commandement des croiseurs de la Home Fleet. Promu vice-amiral en décembre 1913, il devient à la veille de la Première Guerre mondiale, le chef d'état-major de la Royal Navy. Cependant en octobre, le retour de l'amiral John Fisher comme First Sea Lord auquel il a toujours été opposé, semble condamner sa carrière.

### Bataille des Falklands
Cependant, à la suite de la défaite de Coronel, Fisher l'envoie à la tête d'une puissante escadre dans l'Atlantique sud. Le 8 décembre 1914, alors qu'il refait son charbon, à Port Stanley aux îles Malouines, il est surpris par l'escadre de Spee qui, voyant qu'il avait affaire à trop forte partie, doit s'enfuir. Au cours de la poursuite, les forces de Sturdee coulent l'ensemble de la flotte allemande à l'exception du croiseur léger Dresden qui n'est rattrapé que quelques mois plus tard. La bataille des Falklands est une victoire presque totale qui vaut à Sturdee d'être fait baronet, par le roi, en janvier 1916. Il commande par la suite le Fourth Battle Squadron à la bataille du Jutland, devient amiral en 1917, et Admiral of the fleet en 1921.

## Distinctions
- Commandeur de l'Ordre royal de Victoria (CVO - 1906)[1]
- Chevalier commandeur de l'Ordre du Bain (KCB)
- Baronnet (Bt - 1916)[2]
- Chevalier commandeur de l'Ordre de Saint-Michel et Saint-Georges (KCMG - 1916)[3]
- Ordre de Sainte-Anne 1re classe, avec épées (Russie)[4]
- Grand Officier de l'Ordre des Saints-Maurice-et-Lazare (1917)[5] (Italie)
- Grand cordon de l'Ordre du Soleil levant (1917)[6] (Japon)
- Légion d'honneur[réf. nécessaire]